# Relations entre les États-Unis et la Jordanie
Les relations entre les États-Unis et la Jordanie sont les relations bilatérales entre la monarchie constitutionnelle du Proche-Orient et la République nord-américaine. La Jordanie est un allié majeur non-membre de l'OTAN depuis 1996.

## Histoire

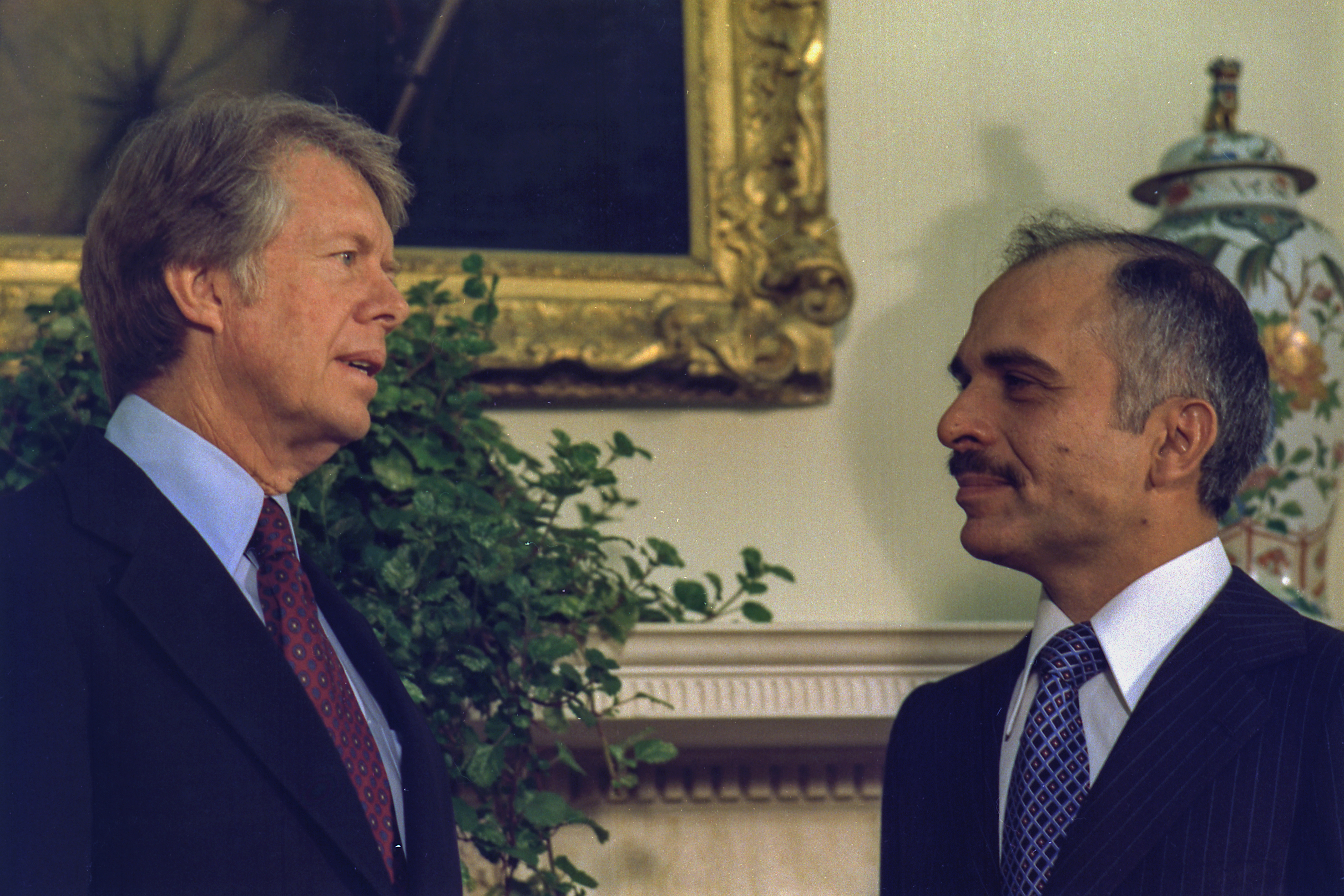
Le roi Hussein rencontre le président américain Jimmy Carter à Washington en 1977.

La Jordanie a, dès l'origine, recherché l'appui des principales puissances occidentales. Le Royaume-Uni s'est affirmé comme un partenaire de choix jusqu'à la fin des années 1940, avant d'être supplanté dans la décennie suivante par les États-Unis. Durant la guerre du Golfe en 1991, la Jordanie manœuvre pour tenter de résoudre le conflit mais ses positions sont considérées par Washington comme excessivement favorables à l'Irak. Les États-Unis réagissent en plaçant sous étroite surveillance le seul port océanique du pays, Aqaba, afin d'empêcher l'envoi de matériel à l'Irak. Cette situation a des répercussions financières négatives pour la Jordanie et les relations avec les États-Unis ne s'améliorent qu'à l'occasion de la conférence de Madrid de 1991, où la participation jordanienne est perçue comme essentielle par les responsables américains.
En 2003, le roi Abdallah II de Jordanie conseille aux États-Unis de ne pas envahir l'Irak, même s'il fournit probablement par la suite un appui secret et tacite à la coalition, et ce alors que la population jordanienne demeure dans son écrasante majorité hostile à la guerre. Le gouvernement jordanien affiche publiquement son opposition à l'invasion tandis que le roi défend, auprès des États-Unis et de l'Union européenne, le recours à la voie diplomatique comme unique moyen de mettre un terme au conflit entre l'Irak et l'ONU, conformément aux résolutions 1284 (1999) et 1409 (2002) du Conseil de sécurité des Nations unies. En août 2002, Abdallah II déclare ainsi au Washington Post qu'une invasion de l'Irak constituerait une « terrible erreur » et qu'elle pourrait « plonger toute la région dans la tourmente ».

## Ambassades
L'ambassade des États-Unis se trouve dans le quartier d'Abdoun à Amman.

## Voir aussi

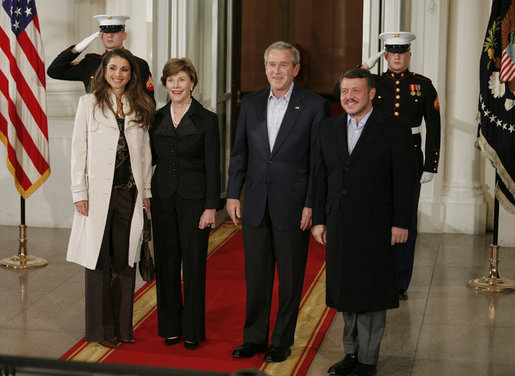
Le roi Abdallah II avec la reine Rania en visite à Washington, DC, 6 mars 2007.